# NGC 3016
NGC 3016 في الفهرس العام الجديد، هي مجرة، تقع في كوكبة الأسد. اكتشفت في 21 مارس 1854 بواسطة ويليام بارسونز.

## روابط خارجية
- NGC 3016 على موقع ويكي سكاي: DSS2, SDSS, GALEX, IRAS, Hydrogen α, X-Ray, Astrophoto, Sky Map, Articles and images